# La Bohème (1926)

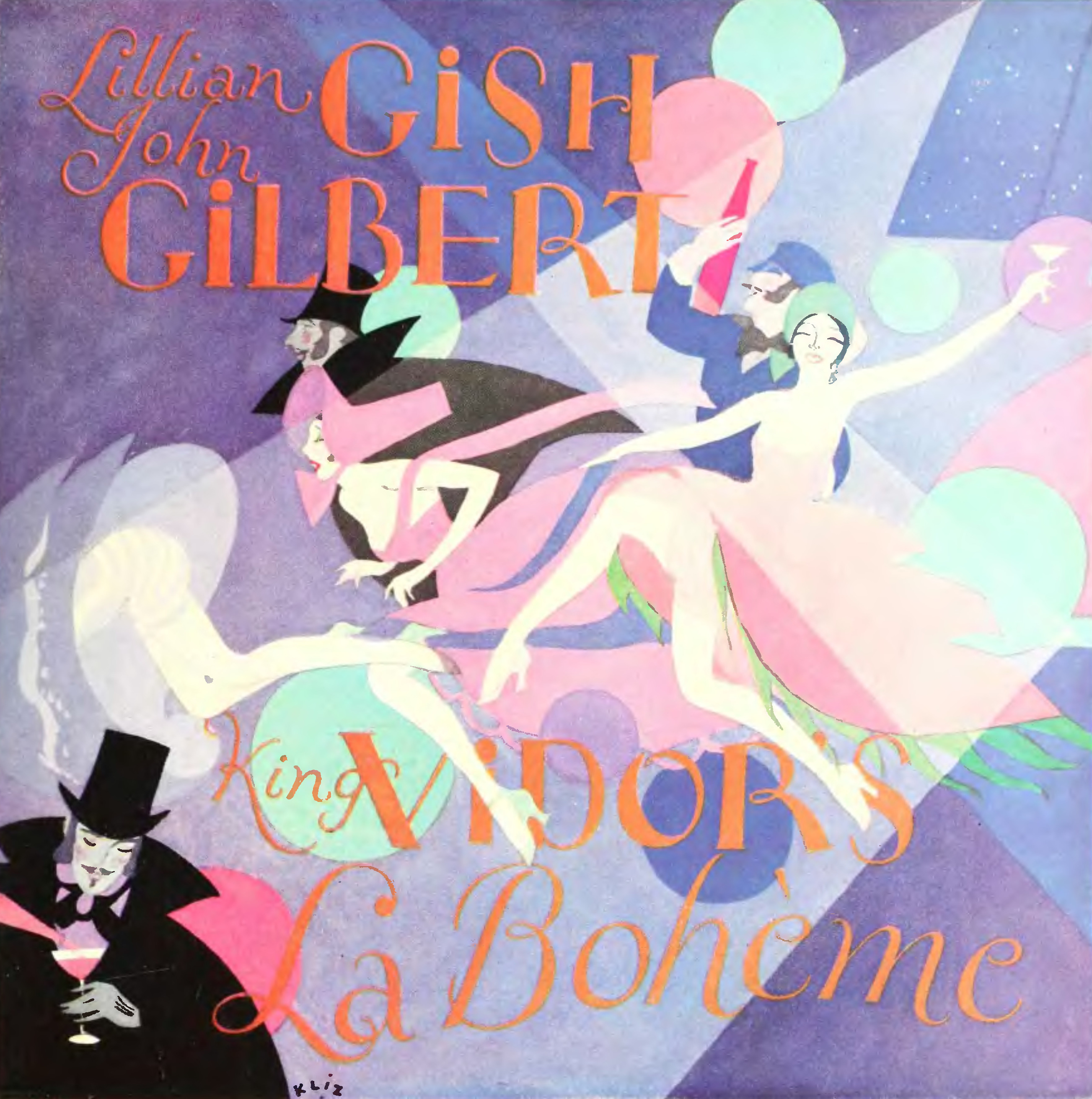
La Bohème, 1926

La Bohème is een stomme film uit 1926 onder regie van King Vidor. De film is gebaseerd op Giacomo Puccini's La bohème.

## Verhaal
De film gaat over de tuberculose epidemie uit de negentiende eeuw. De film speelt zich af in 1830 in Parijs en volgt een paar arme vrienden. De hoofdrolspeelster is courtisane Mimi. Mimi heeft tuberculose en wordt verliefd op de arme schrijver Rodolfo. Ondertussen wil Musetta haar vriendje Marcello verlaten en heeft Paul ook een oogje op Mimi.

## Rolverdeling
| Acteur                | Personage      |
| --------------------- | -------------- |
| Lillian Gish          | Mimi           |
| John Gilbert          | Rodolfo        |
| Renée Adorée          | Musetta        |
| Gino Corrado          | Marcello       |
| George Hassell        | Schaunard      |
| Roy D'Arcy            | Vicomte Paul   |
| Edward Everett Horton | Colline        |
| Karl Dane             | Genoit         |
| Mathilde Comont       | Mevrouw Benoit |